# Мистер Дарси
Мистер Фицуильям Дарси (англ. Mr. Fitzwilliam Darcy) — литературный персонаж, один из главных героев романа Джейн Остин «Гордость и предубеждение». Дарси представлен как холодный и достаточно проницательный человек. Чрезмерно горд собой. Элизабет Беннет и другие персонажи называют его мистером Дарси. Его полное имя лишь дважды встречается в книге.

## Характер
В романе Фицуильям Дарси предстаёт в качестве состоятельного джентльмена с ежегодным достатком в 10 тыс. фунтов стерлингов и владельца Пемберли, большого поместья в Дербишире, Англия. При первой встрече Дарси с Элизабет Беннет он относится к ней предосудительно. Но, разглядев её получше, пытается ухаживать за ней, одновременно борясь с его всё ещё продолжающимся чувством превосходства. По иронии судьбы, сам мистер Дарси не одобряет, когда его друг Бингли серьёзно привязывается к старшей сестре Элизабет — Джейн, и очень тонко намекает Бингли, что Джейн не испытывает к нему ответных чувств, в чём сам он (Дарси) не имеет ни малейшего сомнения. Позже, он объясняет это кажущееся лицемерие, заявляя: «К нему я был добрее, чем к самому себе». И, хотя он этого не осознаёт, тот факт, что Элизабет узнаёт о его вмешательстве в подающие надежды зарождающиеся отношения Джейн и Бингли, вызывает её сильную неприязнь к Дарси.
В конце концов, Дарси признаётся Элизабет в любви, и делает ей предложение. Однако, выражая свою пылкую любовь, он напоминает Элизабет о большом социальном разрыве, лежащем между ними. Элизабет обижается и неистово отказывает ему, высказывая свои причины антипатии к нему, включая осведомлённость о его вмешательстве в отношения Джейн и Бингли, а также то, что она услышала о Дарси от своего знакомого, мистера Джорджа Уикхэма — про несправедливое обращение Дарси с Уикхэмом. Элизабет заявляет, что то в какой манере Дарси сделал ей предложение, удерживает её от какой-либо озабоченности по поводу чувств Дарси и, что она могла бы испытывать по отношению к нему другие чувства, если бы он вёл себя в несколько большей степени, как джентльмен. Дарси в гневе удаляется и той же ночью пишет Элизабет письмо в защиту своей израненной чести, в котором он открывает мотивы своего вмешательства в отношения Джейн и Бингли и даёт полное описание своих взаимоотношений на протяжении всей своей жизни с Уикхэмом, который пытался соблазнить и тайком увезти младшую сестру Дарси, Джорджиану, предыдущим летом.
Хотя изначально взбешённый пылким отказом и острой критикой Элизабет, Дарси шокирован открытием того, какое впечатление на окружающих производит его поведение, а в особенности на Элизабет, тем не менее, он признаёт его необходимость в переоценке своих действий. Несколькими месяцами позже Дарси неожиданно встречает Элизабет, когда она посещает его имение в Дербишире с Гардинерами — её тётей и дядей. Поначалу Элизабет смущена тем фактом, что Дарси застал её в Пемберли, ведь она согласилась поехать посмотреть поместье, находясь в полной уверенности в том, что он там на данный момент отсутствует. Тем не менее, она удивлена разительной переменой в характере Дарси. Ответив на критику Элизабет, Дарси теперь намерен проявить «джентльменское поведение», в недостатке которого она обвинила его ранее, а также он поражает её до глубины души своей добротой по отношению как к ней самой, так и к её родственникам.
Когда выясняется, что младшая сестра Элизабет, Лидия, пала жертвой соблазна и сбежала с Уикхэмом, Дарси их выслеживает и заставляет Уикхэма жениться на Лидии, таким образом спасая Лидию и её семью от общественного позора и порицания. Вмешательство Дарси было совершено не с целью завоевания Элизабет — он пытался сохранить этот факт в тайне от неё, а скорее с целью уменьшить беспокойство Элизабет (рассказчица намекает, что вмешательство Дарси с целью помочь Элизабет могло стоить ему его годового дохода). Также Дарси чувствует себя отчасти виновным в том, что он не смог предупредить семью Элизабет об опасности близкого знакомства с Уикхэмом. Затем Дарси подталкивает Бингли к возвращению в Лонгборн и поощряет его добиться руки Джейн, признавая своё неправильное суждение о её характере. Сам Дарси вновь делает предложение Элизабет и, в этот раз, она принимает его. Пара размышляет о совершённых ими обоими промахах, и Дарси благодарит Элизабет за то, что она указала ему на его ошибки в его поведении: «тобою, я был должным образом приструнён».
В Меритоне, Дарси запечатлён холодным и чурающимся, человеком с большим чувством собственной гордости, которое часто выражалось как высокомерие. Его отстранённые манеры и очевидное презрение ко всем людям, окружавшим его, зарабатывает ему презрение Элизабет и многих других, в особенности в свете заявлений очаровательного Джорджа Уикхэма о том, что он подвергся несправедливому обращению со стороны Дарси. Но, в конце концов, выясняется, что те первые впечатления ошибочны. А также то, что кажущийся высокомерным характер Дарси скрывает его искреннюю щедрость и честную натуру, и то, что это именно Дарси подвергся несправедливому обращению от Уикхэма, который сам оказался лживым и недостойным доверия. Даже вмешательство Дарси в отношения Джейн и Бингли было совершено из лучших побуждений и искренней обеспокоенности за своего друга, чем из-за злого умысла, хотя, переосмысливая своё поведение, Дарси признаёт, что его вмешательство было ошибочным и вредоносным.

## Образ в кино и на телевидении

### Кино
| Год  | Актёр            | Роль            | Фильм                            | Примечание |
| ---- | ---------------- | --------------- | -------------------------------- | --- |
| 1940 | Лоренс Оливье    | Фицуильям Дарси | Гордость и предубеждение         | |
| 2001 | Колин Фёрт       | Марк Дарси      | Дневник Бриджит Джонс            | Экранизация одноимённого романа Хелен Филдинг. Роман является вольной версией сюжета «Гордости и предубеждения», а Элизабет Беннет и Фицуильям Дарси выступают прототипами для Бриджит Джонс и Марка Дарси. |
| 2003 | Орландо Сил      | Уилл Дарси      | Гордость и предрассудки          | Современная адаптация романа. |
| 2004 | Мартин Хендерсон | Уильям Дарси    | Невеста и предрассудки           | Адаптация в стиле Болливуда. |
| 2004 | Колин Фёрт       | Марк Дарси      | Бриджит Джонс: Грани разумного   | Сиквел к фильму «Дневник Бриджит Джонс». Фильм снят по мотивам одноимённого романа Хелен Филдинг, являющегося вольной трактовкой романа Джейн Остин «Доводы рассудка».                                      |
| 2005 | Мэттью МакФэдьен | Мистер Дарси    | Гордость и предубеждение         | |
| 2016 | Сэм Райли        | Мистер Дарси    | Гордость и предубеждение и зомби | По одноимённому роману Сета Грэма-Смита. |
| 2016 | Колин Фёрт       | Марк Дарси      | Ребёнок Бриджит Джонс            | Сиквел к фильму «Бриджит Джонс: Грани разумного». |

### Телесериалы и ТВ-шоу
| Год  | Актёр                            | Роль            | Телесериал / ТВ-шоу             | Примечания                                                                                       |
| ---- | -------------------------------- | --------------- | ------------------------------- | ------------------------------------------------------------------------------------------------ |
| 1938 | Эндрю Осборн                     | Фицуильям Дарси | Гордость и предубеждение        |                                                                                                  |
| 1949 | John Baragrey                    | Фицуильям Дарси | The Philco Television Playhouse | Сезон 1, эпизод 17 — «Гордость и предубеждение»                                                  |
| 1952 | Питер Кашинг                     | Фицуильям Дарси | Гордость и предубеждение        |                                                                                                  |
| 1957 | Франко Вольпи                    | Дарси           | Orgoglio e pregiudizio          | Итальянская экранизация.                                                                         |
| 1958 | Алан Бадел                       | Фицуильям Дарси | Гордость и предубеждение        |                                                                                                  |
| 1958 | Патрик Макни                     | мистер Дарси    | General Motors Theatre          | Эпизод «Гордость и предубеждение»                                                                |
| 1961 | Рамзес Шаффи                     | Дарси           | De vier dochters Bennet         | Датская экранизация.                                                                             |
| 1967 | Льюис Фиандер                    | Фицуильям Дарси | Гордость и предубеждение        |                                                                                                  |
| 1980 | Дэвид Ринтул                     | Фицуильям Дарси | Гордость и предубеждение        |                                                                                                  |
| 1995 | Колин Фёрт                       | Фицуильям Дарси | Гордость и предубеждение        |                                                                                                  |
| 1995 | Soccer и Ларри Брэнтли (озвучка) | мистер Дарси    | Wishbone                        | Сезон 1, эпизод 25 — «Furst Impressions»                                                         |
| 2001 | Морис Ламарш                     | The Big Brain   | Футурама                        | Сезон 3, эпизод 7 — «The Day the Earth Stood Stupid»                                             |
| 2008 | Эллиот Коуэн                     | Фицуильям Дарси | Ожившая книга Джейн Остин       | Адаптация «Гордости и предубеждения» в жанре фантастики.                                         |
| 2013 | Мэттью Риз                       | Фицуильям Дарси | Смерть приходит в Пемберли      | По мотивам одноимённого романа Филлис Дороти Джеймс, который является продолжением романа Остин. |
| 2026 | Джек Лауден                      | Фицуильям Дарси | Гордость и предубеждение        | Предстоящая экранизация производства Netflix                                                     |

### Радиопостановки
| Год  | Актёр         | Роль         | Постановка               | Примечания                                |
| ---- | ------------- | ------------ | ------------------------ | ----------------------------------------- |
| 2014 | Джейми Паркер | Мистер Дарси | Гордость и предубеждение | Адаптированная постановка для BBC Radio 4 |